# Pandrah Janeng
Pandrah Janeng is een bestuurslaag in het regentschap Bireuen van de provincie Atjeh, Indonesië. Pandrah Janeng telt 396 inwoners (volkstelling 2010).